# قطعنامه ۲۰۰۰ شورای امنیت
قطعنامه  ۲۰۰۰ شورای امنیت سازمان ملل متحد که در تاریخ ۲۷ جولای ۲۰۱۱ تصویب شد، سندی بین‌المللی دربارهٔ بررسی وضعیت ساحل عاج است. این قطعنامه طی نشست ۶۵۹۱ام با ۱۵ رای موافق، ۰ مخالف و ۰ ممتنع تصویب شد.